# Katedrala Santa Maria, Segovia
Katedrala Santa Maria je rimskokatoliška cerkev v Segovii, Španija. Nahaja se na glavnem mestnem trgu Plaza Mayor in je posvečena Devici Mariji. Je ena izmed zadnjih gotskih katedral zgrajenih v Španiji in Evropi. Zgrajena je bila sredi šestnajstega stoletja, ko je v večini Evrope že nastajala renesančna arhitektura.

## Zgodovina
Masivna katedrala je bila zgrajena med letoma 1525-1577 v poznem gotskem slogu, ki je bil drugje v Evropi že zastarel. Prejšnja katedrala v Segovii je stala v bližini Alcazarja in jo je kraljeva vojska uporabljala pri zaščiti slednjega proti obleganju. Uporne Comuneros so imeli namero zavzeti katedralo za zaščito svojih svetih relikvij in da bi jo uporabili za svoj boj proti Alcazarju. V znameniti zamenjavi so ugledni mestni uradniki pozvali comuneros da zaustavijo svoje napade na cerkev in jim rekli, da bi bilo treba upoštevati škodo uničevati tako razkošen tempelj za borbo proti tistim, ki služijo svojemu kralju in branijo svoj Alcazar. Vendar je njihova prošnja naletela na gluha ušesa in comuneros so odvrnili: la Iglesia era de la Ciudad (cerkev pripada mestu).  Po hudem obleganju zadnjih mesecev, je katedrala ostala v ruševinah.
Zaradi strahu pred ponovnimi napadi, se je katedrala preselila na sedanjo lokacijo in je bila zgrajena po modelu mojstra zidarja z imenom Juan Gil de Hontañón, delo je nadaljeval njegov sin Rodrigo Gil de Hontañón.
Stavba ima tri obokane ladje in ambulatorij (korni obhod), z okni z drobnim krogovičjem in številnimi vitraji. Za notranjost je značilna enotnost sloga pozne gotike, razen za kupole, ki jo je okoli 1630 zgradil Pedro de Brizuela. Glavna ladja je 33 metrov visoka, 50 metrov široka in 105 m dolga. Zvonik doseže skoraj 90 metrov višine. Sedanji kamniti zvonik je iz leta 1614 in je bil postavljen po velikem požaru, ki ga je povzročila nevihta. Prvotni zvonik, v celoti gotski, je bil zgrajen iz ameriškega mahagonija in imel obliko piramide, in je bil najvišji stolp v Španiji.
Med najvidnejšimi kapelami so Santísimo Sacramento, z zaoltarno steno José de Churriguera in kapele San Andrés s triptihom Ambrosiusa Bensona in kapela z Ležečim Kristusom Gregorio Fernándeza.
Retablo mayor ali glavni oltarni zaslon je sklesal Francisco Sabatini in je posvečen Devici miru. Okrašen je s segovijskimi Saint Frutos, Geroteo, Valentinom in Engrácia. Kor ima gotske sedeže.
Muzej v katedrali ima dela Pedro Berruguete, Sánchez Coello in Van Orley, arhivi pa eno od prvih tiskanih knjig, izdanih v Španiji: Sinodal de Aguilafuente.

## Severna ladja
- Kapela San Andrés Apóstol
- Kapela San Cosme y San Damián
- Kapela San Gregorio
- Kapela Concepción

## Južna ladja
- Kapelal Cristo Yacente (Pokončen Kristus)
- Kapela Santa Bárbara
- Kapela Santiago Apóstol
- Kapelal Cristo del Consuelo

## Nagrobniki
- Crescentius iz Rima
- Saint Fructus (d. 715), in njegovi bratje in sestre Saint Valentín in Saint Engrácia